# Nupserha gahani
Nupserha gahani är en skalbaggsart som beskrevs av Raffaello Gestro 1895. Nupserha gahani ingår i släktet Nupserha och familjen långhorningar. Inga underarter finns listade i Catalogue of Life.